# 4-D
Cet article possède un paronyme, voir 4D.
4-D (4-D) est le 4e épisode de la saison 9 de la série télévisée X-Files. Dans cet épisode, Doggett et Reyes doivent faire face à un tueur en série capable de voyager dans des univers parallèles.
L'épisode a obtenu des critiques plutôt favorables.

## Résumé
Reyes surveille Erwin Lukesh, soupçonné d'être un tueur en série, mais celui-ci s'en aperçoit et lui tend un piège. Doggett se précipite au secours de sa partenaire et la trouve mourante, la gorge tranchée. Il rattrape Lukesh dans une allée mais le tueur disparaît subitement avant de réapparaître derrière Doggett et de lui tirer dessus avec l'arme de Reyes.
Dans le même temps, Reyes se trouve dans son nouvel appartement avec Doggett lorsqu'elle reçoit un coup de téléphone de Skinner qui l'informe que Doggett est à l'hôpital dans un état critique. Reyes est incrédule mais s'aperçoit alors que Doggett a disparu. À l'hôpital, Scully explique à Reyes que Doggett a été touché à la colonne vertébrale et risque de rester paralysé à vie. L'expertise balistique démontrant que la balle provient de l'arme de Reyes, Brad Follmer la tient pour la principale suspecte, d'autant que Lukesh l'identifie en prétendant avoir été témoin de la scène. Toutefois, lorsque Doggett reprend conscience, incapable de parler et de bouger et maintenu en vie par un respirateur, il accuse Lukesh en utilisant le morse.
Grâce aux explications de Doggett, Reyes comprend que Lukesh est capable de passer d'un univers parallèle à l'autre et qu'il a tranché la gorge de son double dans un autre univers. Selon sa théorie, lorsque le Doggett de ce monde l'a suivi dans l'allée et a pénétré ainsi dans notre monde, il a pris la place du Doggett qu'elle connaît. Interrogé par Skinner, Lukesh nie en bloc mais devient nerveux quand Skinner évoque le fait de questionner sa mère malade. De retour chez lui, Lukesh tue sa mère lorsqu'il apparaît qu'elle va parler au FBI de ses activités suspectes.
Doggett explique à Reyes que, selon sa théorie, il doit mourir pour permettre au Doggett de ce monde de revenir mais Reyes refuse de se résoudre à le tuer. De retour chez elle, Reyes est agressée par Lukesh mais Scully, Skinner et Follmer s'attendaient à cela et interviennent à temps, Follmer tuant Lukesh d'une balle dans la tête. Reyes retourne alors à l'hôpital et débranche le respirateur de Doggett. Lorsqu'elle rouvre les yeux, elle est de retour dans son appartement avec Doggett sain et sauf à ses côtés.

## Distribution
- Gillian Anderson : Dana Scully
- Robert Patrick : John Doggett
- Annabeth Gish : Monica Reyes
- Mitch Pileggi : Walter Skinner
- Cary Elwes : Brad Follmer
- Dylan Haggerty : Erwin Lukesh
- Angela Paton : Miriam Lukesh
- Gil Colon : l'agent Rice

## Production
L'idée du scénario est inspirée à Steven Maeda par l'histoire de Jean-Dominique Bauby, un journaliste français victime du syndrome d'enfermement et ne pouvant communiquer que par les clignements de sa paupière. Maeda pense d'abord à utiliser un personnage créé pour l'occasion pour le placer dans cette situation mais décide ensuite que l'histoire sera plus efficace si c'est un des personnages principaux qui est affecté. Il se sert de la théorie des univers parallèles pour bâtir la trame de son scénario et s'inspire du personnage de Norman Bates dans le film Psychose (1960) pour créer le personnage d'Erwin Lukesh. Robert Patrick, qui a lu le livre de Bauby Le Scaphandre et le Papillon, donne à Maeda l'idée de la scène où Reyes rase Doggett car une scène semblable figure dans ce livre.
L'appartement de Monica Reyes est situé au 67 Bennett Avenue, qui était l'adresse de Rod Serling, le créateur de la série La Quatrième Dimension, lorsqu'il habitait à Binghamton. Le numéro de son appartement est le 6, ce qui est un clin d'œil au Numéro six de la série Le Prisonnier.
Lors de la scène pré-générique, tous les plans sont inversés afin de restituer une image-miroir et d'accentuer ainsi le thème d'un univers parallèle. Ainsi, les personnages droitiers deviennent gauchers et toutes les lettres sont écrites à l'envers afin d'apparaître à l'endroit à l'image. Plusieurs effets spéciaux sont testés pour la scène où Lukesh et Doggett se déplacent d'un univers à l'autre, dont une disparition à travers des trous noirs et une disparition graduelle avec un effet aqueux. C'est finalement une combinaison de ces deux effets qui est utilisée. Des plans des deux acteurs et de l'allée sont filmés puis assemblés numériquement pour donner l'illusion de leur disparition.

## Accueil

### Audiences
Lors de sa première diffusion aux États-Unis, l'épisode réalise un score de 5,1 sur l'échelle de Nielsen, avec 8 % de parts de marché, et est regardé par 8,70 millions de téléspectateurs.

### Accueil critique
L'épisode obtient des critiques plutôt favorables. Michelle Kung, du magazine Entertainment Weekly, estime que l'épisode compte parmi « les plus dignes d'intérêt » de la saison avec Dæmonicus et Clairvoyance. Le site Le Monde des Avengers lui donne la note de 4/4. Dans leur livre, Robert Shearman et Lars Pearson lui donnent la note de 4/5.
Du côté des critiques mitigées, John Keegan, du site Critical Myth, lui donne la note de 6/10. Zack Handlen, du site The A.V. Club, lui donne la note de C.